# Ácido cacodílico
Ácido Cacodílico é um composto químico de fórmula (CH3)2AsO2H. Derivados do ácido cacodílico, cacodilatos, são frequentemente usados como herbicidas. Por exemplo, o "Agent Blue," um dos compostos usados durante a Guerra do Vietnã, é uma mistura do ácido cacodílico com o cacodilato de sódio. O caodilato de sódio é frequentemente usado como um agente tamponador na preparação e fixação de amostras biológicas para o microscópio eletrônico.

## Efeitos para a saúde
O ácido cacodílico é altamente tóxico para ingestão, inalação ou contacto com a pele. Uma vez pensado para ser um subproduto de desintoxicação por arsênio inorgânico, é creditado por provocar sérios problemas de saúde. É demonstrado que tem efeito teratogênico em roedores, frequentemente causando fenda palatal e lábio leporino, além de fatalidades em estágio fetal em altas doses. Demonstrou também ser genotóxico em células humanas, causando apoptose e diminuindo a produção de DNA e encurtando as cadeias de DNA. Enquanto que por si só não é um carcinogênico, o ácido cacodílico fomenta tumores na presença de carcinogenes em órgãos como os rins e o fígado.